# Nosacziw
Nosacziw (ukr. Носачів) – wieś na Ukrainie, w obwodzie czerkaskim, w rejonie czerkaskim. W 2001 liczyła 1553 mieszkańców, wśród których 1522 jako ojczysty język wskazało ukraiński, a 31 rosyjski.